# Japodi
Japodi (lat. Japodes, grško Ιαποδες, Iapodes, tudi Ιαπυδες, Iapydes) so bili veliko, redko naseljeno, gospodarsko razvito ilirsko pleme, ki je za časa rimske vladavine naseljevalo ozemlje na Balkanskem polotoku.
Japodi so se ukvarjali s pastirstvom in metalurgijo. Precej veliko pleme je sestavljalo več različnih rodov (Monetini, Avendeati, Arupini in drugi). Po vdoru Keltov v 4. stoletju pr. n. št. so prišli pod močan keltski gospodarski vpliv, vendar so v svoji kulturi ohranili stare ilirske elemente. Sprva se je njihov življenjski prostor razprostiral na prostoru južno od Julijskih Alp mimo Snežnika preko vzhodnih pobočij Velebita do reke Zrmanje ter okoli gornjega in srednjega toka Kolpe in srednjega toka Une v zahodni Bosni do Bihača.
Japodi so se po prodoru Keltov z njimi pomešali, tako da jih je grški zgodovinar Strabon opisuje kot ilirsko-keltsko pleme. Verjetno je bilo njihovo najpomembnejše središče Metullum (grško Μετουλον - Metulon), morda današnji Šmihel pod Nanosom. Njihov glavni življenjski prostor je bila Lika in zahodna Bosna, kjer so verjetno imeli v Bihaču sekralni center. Iz Like so se širili proti zahodu, verjetno proti Kvarnerju. Japodi so bili že od samega začetka v sporu z Rimom. Znani spopadi so bili leta 171 pr. n. št., takrat jih je napadel konzul Cassius Longinus, 129 pr. n. št. je bil poražen konzul Sempronius Tuditanus, v zadnjem trenutku pa vendarle zmagal Iunus Brutus. Leta 78 pr. n. št. jih je na svojem pohodu proti Dalmatom napadel Gaj Koskonija. Pred letom 56. pr. n. št. so sklenili foedus z Rimom. Leta 52. pr. n. št. so napadli Tergeste (današnji Trst), ogrozili Akvilejo (današnji Oglej), tako da je moral Cezar za varnost naseljencev v Furlaniji tam namestiti 15. legijo. Verjetno so v letih 48/47 pr. n. št. pregnali Rimljane s Krasa, do leta 35 pr. n. št. so plačevali tributum in bili v času cesarja Oktavijana v vojni med leti 35 do 33 pr. n. št. dokončno podjarmljeni. Rimljani so nato Japode hitro romanizirali in na njihovem ozemlju organizirali občine pod rimsko kontrolo.